# BEST OF BEST 1000
『BEST OF BEST 1000』（ベスト・オブ・ベスト・サウザンズ）は、かつてビーイングに所属していた各アーティストのベスト・アルバムのシリーズ。全作品とも発売元はビーイング。

## 概要
ビーイング創立30周年記念に合わせて、2007年12月12日に10パターンを一斉発売。タイトルの"1000"とは、シリーズ作品の定価の税抜価格を示しており、at the BEING studioシリーズの廉価版的構成（全体的に収録曲数が少なく一部の楽曲が異なる）になっている。
歌詞カードには、斉田才によるライナーノーツが掲載されているが、アーティストの過去の発言と矛盾している箇所や事実と異なると主張されている箇所がある（詳細は後述を参照）。
ビーイング側が発売しているため、ビーイング脱退組にとっては非公式アルバムとなる。

## シリーズ（カタログ作品）

### BEST OF BEST 1000 大黒摩季
今作のベスト・アルバムは『BACK BEATs ＃2〜Maki Ohguro&Staff Works〜』と同様、作詞クレジットに「ビーイングスタッフ」と付記されているが「いちばん近くにいてね」の作曲クレジットは大黒摩季単独表記に戻っている。
ライナーノーツは作詞に関して、大黒摩季本人の発言と異なる点があるなど矛盾している。
12曲目に収録されている「CRUISIN'」は、『Royal Straight Soul』（Various Artists）に収録されたスモーキー・ロビンソンのカヴァーで、今回初めて大黒名義のアルバムに収録された。

#### 収録曲（大黒摩季）
1. ら・ら・ら
（作詞：ビーイングスタッフ、大黒摩季 / 作曲 : 大黒摩季 / 編曲：葉山たけし）
10thシングル。
2. 夏が来る
（作詞：ビーイングスタッフ、大黒摩季 / 作曲 : 大黒摩季 / 編曲：葉山たけし）
8thシングル。
3. DA・KA・RA
（作詞：ビーイングスタッフ、大黒摩季 / 作曲 : 大黒摩季 / 編曲：葉山たけし）
2ndシングル。
4. 夢なら醒めてよ
（作詞：ビーイングスタッフ、大黒摩季 / 作曲 : 大黒摩季  / 編曲：葉山たけし）
20thシングル。
5. あなただけ見つめてる
（作詞：ビーイングスタッフ、大黒摩季 / 作曲 : 大黒摩季 / 編曲：葉山たけし）
6thシングル。
6. 太陽の国へ行こうよ すぐに〜空飛ぶ夢に乗って〜
（作詞：ビーイングスタッフ、大黒摩季、AZUKI七 / 作曲：大野愛果 / 編曲：葉山たけし）
19thシングル。
7. あぁ
（作詞：ビーイングスタッフ、大黒摩季 / 作曲 : 大黒摩季 / 編曲：葉山たけし）
13thシングル。
8. いちばん近くにいてね
（作詞：ビーイングスタッフ、大黒摩季 / 作曲 : 大黒摩季 / 編曲：葉山たけし）
11thシングル。
9. 永遠の夢に向かって
（作詞：ビーイングスタッフ、大黒摩季 / 作曲 : 大黒摩季 / 編曲：葉山たけし）
9thシングル。
10. 愛してます
（作詞：ビーイングスタッフ、大黒摩季 / 作曲 : 大黒摩季 / 編曲：葉山たけし）
12thシングル。
11. アンバランス
（作詞：ビーイングスタッフ、大黒摩季 / 作曲 : 大黒摩季 / 編曲：葉山たけし）
15thシングル。
12. CRUSIN'
（作詞・作曲：S.Robinson, M.Tarplin / 編曲：葉山たけし）
オムニバスアルバム『Royal Straight Soul』収録曲。大黒摩季名義のアルバム初収録。

#### 参加ミュージシャン（大黒摩季）
- 大黒摩季 - ボーカル (ALL)
  - 葉山たけし - ギター (1 - 11)
  - 増崎孝司 - ギター (12)
  - 明石昌夫 - コーラス (12)

### BEST OF BEST 1000 T-BOLAN
T-BOLANのベスト・アルバムでBEST OF BEST 1000シリーズのひとつ。
ジャケットは、アルバム『HEART OF STONE』のジャケットをそのまま使用した。BEST OF BEST 1000シリーズの中では最高順位である。

#### 収録曲（T-BOLAN）
1. 離したくはない
（作詞・作曲：森友嵐士 /  編曲：西田魔阿思惟（西田昌史））
2ndシングル。
2. Bye For Now
（作詞・作曲：森友嵐士 /  編曲：T-BOLAN・明石昌夫）
6thシングル
3. じれったい愛
（作詞・作曲：森友嵐士 / 編曲：T-BOLAN・明石昌夫）
5thシングル。
4. マリア
（作詞・作曲：森友嵐士 / 編曲：T-BOLAN・明石昌夫）
12thシングル。
5. サヨナラから始めよう
（作詞：森友嵐士 / 作曲：織田哲郎 / 編曲：T-BOLAN・明石昌夫）
4thシングル。
6. おさえきれないこの気持ち
（作詞・作曲：森友嵐士 / 編曲：T-BOLAN・明石昌夫）
7thシングル。
7. 刹那さを消せやしない
（作詞：森友嵐士 / 作曲：森友嵐士・五味孝氏 / 編曲：T-BOLAN・明石昌夫）
9thシングル「刹那さを消せやしない/傷だらけを抱きしめて」の1曲目。
8. わがままに抱き合えたなら
（作詞・作曲：森友嵐士 / 編曲：T-BOLAN・明石昌夫）
10thシングル。
9. Heart of Gold
（作詞：森友嵐士 / 作曲:川島だりあ / 編曲：T-BOLAN・明石昌夫）
2ndシングル『離したくはない』のカップリング曲。
10. すれ違いの純情
（作詞：森友嵐士 / 作曲：織田哲郎 / 編曲：T-BOLAN・葉山たけし）
8thシングル。
11. 傷だらけを抱きしめて
（作詞・作曲：森友嵐士 / 編曲：T-BOLAN・明石昌夫）
9thシングル「刹那さを消せやしない/傷だらけを抱きしめて」の2曲目。

#### 参加ミュージシャン（T-BOLAN）
- 森友嵐士 - ボーカル
- 五味孝氏 - ギター
- 上野博文 - ベース
- 青木和義 - ドラム
- 小野塚晃 (DIMENSION) - ピアノ・オルガン
- 小島良喜 - ピアノ・オルガン
- 生沢佑一 - コーラス
- 大黒摩季 - コーラス
- 宇徳敬子 - コーラス
- 栗林誠一郎 - コーラス

### BEST OF BEST 1000 MANISH
1枚目のアルバム『MANISH』および2枚目のアルバム『INDIVIDUAL』に応じて、明石昌夫の全曲編曲に設定した。当ベストアルバムのジャケットは、3枚目のアルバム『Cheer!』のジャケットをそのまま使用した。

#### 収録曲（MANISH）
1. 声にならないほどに愛しい
（作詞：上杉昇 / 作曲：織田哲郎 / 編曲：明石昌夫）
2ndシングル。
2. 煌めく瞬間に捕われて
（作詞：高橋美鈴・川島だりあ / 作曲：川島だりあ / 編曲：明石昌夫）
10thシングル。
3. 眠らない街に流されて
（作詞：大黒摩季 / 作曲：織田哲郎 / 編曲：明石昌夫）
5thシングル。
4. もう誰の目も気にしない
（作詞：小田佳奈子 / 作曲：西本麻里 / 編曲：明石昌夫）
7thシングル。
5. 君が欲しい 全部欲しい
（作詞：大黒摩季 / 作曲：織田哲郎 / 編曲：明石昌夫）
4thシングル。
6. 明日のStory
（作詞：高橋美鈴・井上留美子 / 作曲：西本麻里 / 編曲：明石昌夫）
8thシングル。
7. 走り出せLonely Night
（作詞：高橋美鈴 / 作曲：栗林誠一郎 / 編曲：明石昌夫）
9thシングル。
8. だけど 止められない
（作詞：高橋美鈴 / 作曲：西本麻里 / 編曲：明石昌夫）
6thシングル。
9. 素顔のまま KISSしよう
（作詞：高橋美鈴 / 作曲:西本麻里 / 編曲：明石昌夫）
3rdシングル。
10. 恋人と呼べないDistance (130 Bland-new mix)
（作詞：小田佳奈子・すみれ / 作曲：すみれ / 編曲：明石昌夫）
1stシングル。本作に収録されているのは、『MANISH』に収録されているバージョン。

#### 参加ミュージシャン（MANISH）
- 高橋美鈴 - ボーカル
- 西本麻里 - キーボード
- 明石昌夫 - ベース
- 鈴木英俊 - ギター
- 増崎孝司 (DIMENSION) - ギター
- 上杉昇 (WANDS) - コーラス
- 生沢佑一 - コーラス
- 栗林誠一郎 - コーラス
- 大黒摩季 - コーラス
- 井上留美子 - コーラス
- 高原裕枝 - コーラス
- 川島だりあ (FEEL SO BAD) - コーラス
- 勝田かず樹 (DIMENSION) - サックス
- 小野塚晃 (DIMENSION) - ピアノ

### BEST OF BEST 1000 WANDS
通算5枚目となるWANDSのベスト・アルバム。ヒットシングルを中心に第1期から1曲、第2期から10曲収録されている。斉田才によるライナーノーツ付属。内容の半分がメンバーの音楽性の葛藤についてであり、上杉と柴崎脱退後の第3期のことはほとんど触れておらず、第3期のシングルは1曲も収録されていない。ジャケットの写真には、シングル「Jumpin' Jack Boy」と同じものが使われている。
オリコンチャートには発売翌年の8月まで断続的にランクインし、同シリーズの『BEST OF BEST 1000 T-BOLAN』に次ぐ高セールスを記録した。
WANDSオフィシャルサイトのバイオグラフィーには掲載されていない。

#### 収録曲（WANDS）
1. 時の扉
（作詞：上杉昇 / 作曲：大島康祐 / 編曲：明石昌夫）
4thシングル。
2. 愛を語るより口づけをかわそう
（作詞：上杉昇 / 作曲：織田哲郎 / 編曲：明石昌夫）
5thシングル。
3. 世界中の誰よりきっと 〜Album Version〜
（作詞：上杉昇・中山美穂 / 作曲：織田哲郎 / 編曲：明石昌夫）
中山美穂とのコラボレート・シングル。本作に収録されているのは、2ndアルバム『時の扉』に収録されている上杉がメインボーカルで、宇徳敬子がコーラスのアルバム・バージョン。
4. もっと強く抱きしめたなら
（作詞：上杉昇・魚住勉 / 作曲：多々納好夫 / 編曲：葉山たけし）
3rdシングル。本作では唯一の第1期楽曲。
5. 世界が終るまでは…
（作詞：上杉昇 / 作曲：織田哲郎 / 編曲：葉山たけし）
8thシングル。
6. 恋せよ乙女
（作詞：上杉昇 / 作曲：大島康祐 / 編曲：葉山たけし）
6thシングル。
7. Secret Night 〜It's My Treat〜
（作詞：上杉昇 / 作曲：栗林誠一郎 / 編曲：池田大介）
9thシングル。原曲は栗林誠一郎の「IT'S MY TREAT」。
8. Jumpin' Jack Boy
（作詞：上杉昇 / 作曲：栗林誠一郎 / 編曲：葉山たけし）
7thシングル。
9. WORST CRIME〜About a rock star who was a swindler〜
（作詞：上杉昇 / 作曲・編曲：柴崎浩）
11thシングル。
10. Same Side
（作詞：上杉昇 / 作曲：上杉昇・柴崎浩 / 編曲：WANDS）
10thシングル。
11. DON'T TRY SO HARD
（作詞：上杉昇 / 作曲：柴崎浩 / 編曲：葉山たけし）
4thアルバム『PIECE OF MY SOUL』収録曲。

#### 参加ミュージシャン（WANDS）
- 上杉昇：ボーカル
- 柴崎浩：ギター
- 大島こうすけ：キーボード（#4）
- 木村真也（#4以外）
- 青山純：ドラム（#7,11）
- 黒瀬蛙一：ドラム（#9）
- Denny Fongheiser：ドラム（#10）
- 渡辺直樹：ベース（#7,9,11）
- 明石昌夫：ベース（#10）
- 小野塚晃（DIMENSION）：シンセサイザー（#10）
- 川島だりあ（FEEL SO BAD）：コーラス（#1）
- 宇徳敬子：コーラス（#3,9）
- 大黒摩季：コーラス（#5,8）
- 鈴木康志：コーラス（#11）
- Billie Cade：ボイス（#7）
- Joyce Goit：ボイス（#7）
- Terry Jones：ボイス（#7）

### BEST OF BEST 1000 ZYYG
ZYYGが解散および2006年2月11日の再結成ライブ以後、初めて出したベストアルバム。このアルバムではライナーノーツでの楽曲解説が無い。後藤康二、藤本健一は自身の公式サイトで当ベストアルバムの告知を行っている。

#### 収録曲（ZYYG）
1. 君が欲しくてたまらない
（作詞：上杉昇 / 作曲：織田哲郎 / 編曲：栗林誠一郎）
1stシングル。
2. ぜったいに 誰も
（作詞：高山征輝 / 作曲：織田哲郎 / 編曲：ZYYG）
5thシングル。
3. JULIA
（作詞・作曲：高山征輝 / 編曲:ZYYG）
6thシングル。
4. 風にまぶしい
（作詞：高山征輝 / 作曲・編曲：栗林誠一郎）
2ndシングル。
5. 壊したい現実
（作詞：高山征輝 / 作曲・編曲：栗林誠一郎）
3rdシングル。
6. NO RETURN LOVE
（作詞：高山征輝 / 作曲・編曲：栗林誠一郎）
4thシングル。
7. Something
（作詞・作曲：高山征輝 / 編曲：ZYYG）
8thシングル。シングルバージョンでアルバム初収録。
8. GYPSY DOLL
（作詞・作曲：高山征輝 / 編曲：ZYYG）
7thシングル。アルバム初収録。
9. この情熱のそばで
（作詞・作曲：高山征輝 / 編曲：ZYYG）
10thシングル。
10. LULLABY
（作詞・作曲：高山征輝 / 編曲：ZYYG）
9thシングル。シングルよりアウトロが長い『SWEET PUNKS』収録のアルバムバージョン。

#### 参加ミュージシャン（ZYYG）
- 高山征輝 - ボーカル (ALL)
- 後藤康二 - ギター（1, 4, 5を除く）
- 加藤直樹 - ベース (2, 3, 7 - 10)
- 藤本健一 - ドラム（1, 4, 5を除く）
- 栗林誠一郎 - ベース・キーボード・コーラス (1, 4 - 6)
- 生沢佑一 - コーラス (1, 2)
- 増崎孝司 (DIMENSION) - ギター (1, 4)
- 小澤正澄 - ギター (4)
- 宇徳敬子 - コーラス (2)
- 池田大介 - キーボード (2, 3, 8)
- 加藤貴也 - キーボード (2, 3, 8)

### BEST OF BEST 1000 Mi-Ke
『complete of Mi-Ke at the BEING studio』に収録されているものの中から11曲シングル曲を中心に選び出した形となっている。

#### 収録曲（Mi-Ke）
1. 想い出の九十九里浜
（作詞：長門大幸 / 作曲・編曲：織田哲郎）
1stシングル。
2. 悲しきテディ・ボーイ
（作詞：長門大幸 / 作曲・編曲：織田哲郎）
6thシングル。
3. ブルーライト ヨコスカ
（作詞：長門大幸 / 作曲：織田哲郎 / 編曲：明石昌夫）
3rdシングル。
4. Please Please Me, LOVE
（作詞：上杉昇 / 作曲・編曲：栗林誠一郎）
11thシングル。
5. 好きさ好きさ好きさ
（作詞・作曲：Chris White / 編曲：織田哲郎）
2ndシングル「好きさ好きさ好きさ/スワンの涙」の1曲目。
6. 涙のバケーション
（作詞：長門大幸 / 作曲：織田哲郎 / 編曲：池田大介&Mi-Ke Project）
10thシングル。
7. サーフィン・JAPAN
（作詞：長門大幸 / 作曲：織田哲郎 / 編曲：池田大介&Mi-Ke Project）
7thシングル。
8. 白い2白いサンゴ礁
（作詞：長門大幸 / 作曲・編曲：織田哲郎）
5thシングル。
9. Pink Christmas
（作詞：長門大幸 / 作曲：春畑道哉 / 編曲：葉山たけし）
9thシングル。
10. 亜麻色の髪の乙女
（作詞：橋本淳 / 作曲：すぎやまこういち / 編曲：池田大介）
1stアルバム『想い出のG・S・九十九里浜』収録曲で、ヴィレッジ・シンガーズのカバー曲。
11. 朝まで踊ろう
（作詞：たちひろし / 作曲：長門大幸 / 編曲：池田大介&Mi-Ke Project）
8thシングル。

### BEST OF BEST 1000 FIELD OF VIEW
収録曲は全て最初のベストアルバム『SINGLE COLLECTION+4』までに発表された作品。ジャケットのアーティスト写真はシングル「ドキッ」のものをそのまま使用。

#### 収録曲（FIELD OF VIEW）
1. 突然
（作詞：坂井泉水 / 作曲：織田哲郎 / 編曲：葉山たけし）
2ndシングル。
2. 君がいたから
（作詞：坂井泉水 / 作曲：織田哲郎 / 編曲:葉山たけし）
1stシングル。
3. DAN DAN 心魅かれてく
（作詞：坂井泉水 / 作曲：織田哲郎 / 編曲:葉山たけし）
4thシングル。
4. ドキッ
（作詞：山本ゆり / 作曲：浅岡雄也 / 編曲：葉山たけし）
5thシングル。
5. Last Good-bye
（作詞：坂井泉水 / 作曲：多々納好夫 / 編曲：葉山たけし）
3rdシングル。
6. Dreams
（作詞：辻尾有佐 / 作曲：織田哲郎 / 編曲：徳永暁人）
6thシングル。
7. この街で君と暮らしたい
（作詞・作曲：小松未歩 / 編曲：葉山たけし）
7thシングル。
8. 大空へ
（作詞・作曲：小松未歩 / 編曲：寺尾広）
ベストアルバム『SINGLES COLLECTION+4』収録曲。
9. THINK OF MY SELF
（作詞：浅岡雄也 / 作曲：多々納好夫 / 編曲：安部潤）
1stアルバム『FIELD OF VIEW I』収録。
10. 迷わないで
（作詞：浅岡雄也 / 作曲：多々納好夫 / 編曲：池田大介）
view時代の2ndシングル。ライナーノーツでは、FIELD OF VIEWヴァージョンと記載されてあるが、実際に収録されているのは、VIEW時代の方。
今回、VIEW時代の音源が初めてアルバムに収録された。

#### 参加ミュージシャン（FIELD OF VIEW）
- 浅岡雄也 - ボーカル
- 小田孝 - ギター
- 新津健二 - ベース
- 小橋琢人 - ドラムス
- 川島だりあ - コーラス (1, 2)
- 生沢佑一 - コーラス (1, 2)
- 大黒摩季 - コーラス (2)
- 坂井泉水 - コーラス (2)
- 宇徳敬子 - コーラス (2, 4, 5, 7, 8)
- 葉山たけし - ギター (1 - 5, 7)、タンブリン (3)

### BEST OF BEST 1000 B.B.クィーンズ
B.B.クィーンズにとっては2枚目のベストアルバムになる。「カエルの合唱」以外はすべて前作『Complete of B.B.QUEENS at the BEING studio』に収録されている。

#### 収録曲（B.B.クイーンズ）
1. WE ARE B.B.クィーンズ [3:22]
（作詞・作曲：坪倉唯子 / 編曲：大堀薫）
1stアルバム『WE ARE B.B.クィーンズ』収録曲。
2. おどるポンポコリン [3:12]
（作詞：さくらももこ / 作曲・編曲：織田哲郎）
1stシングル。
3. ドレミファだいじょーぶ [3:40]
（作詞：長戸大幸 / 作曲・編曲：織田哲郎）
5thシングル。
4. ギンギラパラダイス [3:19]
（作詞：長戸大幸 / 作曲・編曲：織田哲郎）
2ndシングル。
5. ぼくらの七日間戦争〜Seven Days Dream〜 [3:47]
（作詞：長戸大幸 / 作曲・編曲：織田哲郎）
3rdシングル。
6. ゆめいっぱい (B.B.クィーンズ・バージョン)[3:36]
（作詞：亜蘭知子 / 作曲：織田哲郎 / 編曲：中島正雄）
1stシングル「おどるポンポコリン」のカップリング曲。
7. 夢のENDはいつも目覚まし! [3:13]
（作詞：長戸大幸 / 作曲：織田哲郎 / 編曲：葉山たけし）
6thシングル。
8. キスの途中 [4:18]
（作詞：秋元康 / 作曲・編曲：織田哲郎）
4thシングル。
9. 君にコケコッコー [3:52]
（作詞：亜蘭知子 / 作曲・編曲：織田哲郎）
2ndシングル「ギンギラパラダイス」のカップリング曲。
10. I Remember You [5:21]
（作詞：川島だりあ / 作曲：栗林誠一郎 / 編曲：寺尾広）
3rdシングル「ぼくらの七日間戦争〜Seven Days Dream〜」のカップリング曲。
11. カエルの合唱 [4:18]
（作詞：岡本敏明 / ドイツ曲 / 編曲：寺尾広）
童謡。1stアルバム『WE ARE B.B.クィーンズ』収録曲。
12. 赤とんぼ [3:25]
（作詞：三木露風 / 作曲：山田耕筰 / 編曲：中島正雄）
童謡。1stアルバム『WE ARE B.B.クィーンズ』収録曲。

### BEST OF BEST 1000 織田哲郎
ジャケットには、シングル「朝がくるまで」のジャケットが使用されているが、本作には収録されていない。
『complete of 織田哲郎 at the BEING studio』の時同様、ライナーノーツに事実と異なる点があると、本人の公式サイトの「Diary」で書いている。

#### 収録曲（織田哲郎）
1. 揺れる想い
（作詞：坂井泉水 / 作曲・編曲：織田哲郎）
セルフカバー・アルバム『Songs』収録曲。ZARDのセルフカバー曲。
2. サヨナラから始めよう
（作詞：森友嵐士 / 作曲・編曲：織田哲郎）
セルフカバー・アルバム『Songs』収録曲。T-BOLANのセルフカバー曲。
3. 君の笑顔を守りたい
（作詞：萩原夕希・織田哲郎 / 作曲・編曲：織田哲郎）
16thシングル。
4. チョット
（作詞：大黒摩季 / 作曲・編曲：織田哲郎・D. Matkosky
セルフカバー・アルバム『Songs』収録曲。大黒摩季のセルフカバー曲。
5. 愛が届くまで
（作詞・作曲・編曲：織田哲郎 / ストリングス・ホーンアレンジ：D. Matkosky）
12thアルバム『T』収録曲。
6. 君の瞳にRainbow
（作詞・作曲・編曲：織田哲郎）
14thシングル。
7. いつまでも変わらぬ愛を
（作詞・作曲・編曲：織田哲郎）
13thシングル。
8. Don't you wanna touch me?(Studio Live Ver.)
（作詞・作曲・編曲：織田哲郎）
14thシングル「君の瞳にRainbow」のカップリング曲で、10thアルバム『ENDLESS DREAM』収録曲の別バージョン。
9. Why Did You Go Away
（作詞：亜蘭知子 / 作曲・編曲：織田哲郎）
原曲は前田亘輝（TUBE）の「渚のオールスターズ」。
10. (Journey to the) endless dream
（作詞・作曲・編曲：織田哲郎）
10thアルバム『ENDLESS DREAM』収録曲。
11. 君に会うために
（作詞・作曲・編曲：織田哲郎）
10thアルバム『ENDLESS DREAM』収録曲。
12. 過ぎゆくすべてに
（作詞・作曲・編曲：織田哲郎）
10thアルバム『ENDLESS DREAM』収録曲。

#### 参加ミュージシャン（織田哲郎）
- 織田哲郎 - ボーカル、ギター、キーボード、シンセサイザー
  - 勝田かず樹（DIMENSION） - サックス
  - 小野塚晃（DIMENSION） - ピアノ
  - 大黒摩季 - コーラス
  - 鈴木康志 - コーラス
  - 葉山たけし - アコースティックギター、キーボード、シンセサイザー、コーラス
  - 生沢佑一 - コーラス
  - 渡辺直樹 - ベース
  - 美久月千晴 - ベース
  - 青山純 - ドラム
  - 江口信夫 - ドラム

### BEST OF BEST 1000 PAMELAH
デビュー曲「LOOKING FOR THE TRUTH」を始めとする人気シングル曲9曲と、アルバム『Pure』の代表曲「BABY BABY」を収録。ジャケットには、11thシングル「キズナ」の表・裏ジャケットが使用されているが、楽曲自体は収録されていない（表：水原由貴、裏：小澤正澄）。

#### 収録曲（PAMELAH）
1. LOOKING FOR THE TRUTH
（作詞：Mariko Kurosawa / 作曲・編曲：小澤正澄）
1stシングル。
2. SPIRIT
（作詞：水原由貴 / 作曲・編曲：小澤正澄）
7thシングル。
3. BLIND LOVE
（作詞：水原由貴 / 作曲・編曲：小澤正澄）
5thシングル。
4. いとしいキミ
（作詞：水原由貴 / 作曲・編曲：小澤正澄）
8thシングル。
5. I shall be released
（作詞：水原由貴 / 作曲・編曲：小澤正澄）
4thシングル。
6. I FEEL DOWN
（作詞：水原由貴 / 作曲・編曲：小澤正澄）
2ndシングル。
7. 涙
（作詞：水原由貴 / 作曲・編曲：小澤正澄）
6thシングル。
8. キレイになんか愛せない
（作詞：水原由貴 / 作曲・編曲：小澤正澄）
3rdシングル。
9. TWO OF HEARTS
（作詞：水原由貴 / 作曲・編曲：小澤正澄）
10thシングル。
10. BABY BABY
（作詞：水原由貴 / 作曲・編曲：小澤正澄）
2ndアルバム『Pure』収録曲。

#### 参加ミュージシャン（PAMELAH）
- 水原由貴 - ボーカル
- 小澤正澄 - ギター、シンセサイザー